# Artère cérébelleuse inféro-postérieure

Principales artères du cervelet.

Pour les articles homonymes, voir Artère cérébelleuse et pica.
L'artère cérébelleuse postéro-inférieure (ou PICA, acronyme de l'anglais) est une artère du cervelet. C'est la principale branche collatérale de l'artère vertébrale qui assure l'approvisionnement en sang de la moelle allongée, du cervelet inférieur ainsi que de l'amygdale cérébelleuse.
L'artère cérébelleuse postéro-inférieure contourne vers l'arrière le tronc cérébral et rejoint la face inférieure du cervelet où elle se divise en deux branches. La branche médiale continue vers l'arrière pour rejoindre le sillon interhémisphérique du cervelet. La branche latérale se dirige vers le bord latéral du cervelet où elle s'anastomose avec les artères cérébelleuses antéro-inférieure et supérieure.
Certaines branches participent également à la vascularisation des plexus choroïdes du quatrième ventricule.
Une lésion de cette artère provoque le syndrome de Wallenberg.